# FIL-Sommerrodel-Cup 2013
Der FIL-Sommerrodel-Cup 2013 war die 21. Auflage des von der Fédération Internationale de Luge de Course veranstalteten Sommerrodel-Cups, der am 6. und 7. September 2013 auf der Rennschlittenbahn „Wolfram Fiedler“ in Ilmenau ausgetragen wurde. Es fanden Wettbewerbe in den Altersklassen Elite/Junioren und Jugend A statt, die jeweils in drei Läufen entschieden wurden. Es siegten Daniel Rothamel und Dajana Eitberger in der Altersklasse Elite/Junioren sowie Jonas Jannusch und Sabrina Salchner in der Altersklasse Jugend A.

## Titelverteidiger
Beim FIL-Sommerrodel-Cup im September 2012 siegten Andi Langenhan und Dajana Eitberger in der Altersklasse Elite/Junioren sowie Tobias Jaensch und Svenja Oestreicher in der Altersklasse Jugend A. Jaensch trat nicht zur Titelverteidigung an; ebenso wie Svenja Oestreicher, die jedoch in der höheren Altersklasse Elite/Junioren startete. Andi Langenhan nahm an der Veranstaltung nicht teil und verzichtete daher ebenso auf die Gelegenheit zur Titelverteidigung.

## Ergebnisse

### Altersklasse Elite/Junioren

#### Männer
| Platz | Sportler           | Laufzeit 1    | Laufzeit 2    | Laufzeit 3    | Endzeit          |
| ----- | ------------------ | ------------- | ------------- | ------------- | ---------------- |
| 1     | Daniel Rothamel    | 20,154 s (1)  | 20,032 s (1)  | 20,127 s (1)  | 1:00,343 Minuten |
| 2     | Sascha Benecken    | 20,212 s (3)  | 20,087 s (2)  | 20,226 s (4)  | 1:00,525 Minuten |
| 3     | Reinhard Egger     | 20,184 s (2)  | 20,240 s (5)  | 20,214 s (2)  | 1:00,638 Minuten |
| 4     | Toni Förtsch       | 20,239 s (4)  | 20,194 s (3)  | 20,224 s (3)  | 1:00,657 Minuten |
| 5     | Florian Berkes     | 20,417 s (7)  | 20,267 s (6)  | 20,358 s (8)  | 1:01,042 Minuten |
| 6     | Maciej Kurowski    | 20,401 s (5)  | 20,438 s (9)  | 20,233 s (5)  | 1:01,072 Minuten |
| 7     | Florian Löffler    | 20,401 s (5)  | 20,370 s (7)  | 20,305 s (6)  | 1:01,076 Minuten |
| 8     | Georg Reumschüssel | 20,544 s (10) | 20,238 s (4)  | 20,337 s (7)  | 1:01,119 Minuten |
| 9     | Nico Grüßner       | 20,425 s (8)  | 20,415 s (8)  | 20,411 s (11) | 1:01,251 Minuten |
| 10    | Chris Rohmeiß      | 20,462 s (9)  | 21,453 s (10) | 20,400 s (10) | 1:01,315 Minuten |
| 11    | Karol Mikrut       | 20,628 s (11) | 20,518 s (12) | 20,394 s (9)  | 1:01,540 Minuten |
| 12    | Manuel Stiebing    | 20,657 s (12) | 20,465 s (11) | 20,472 s (12) | 1:01,594 Minuten |

#### Frauen

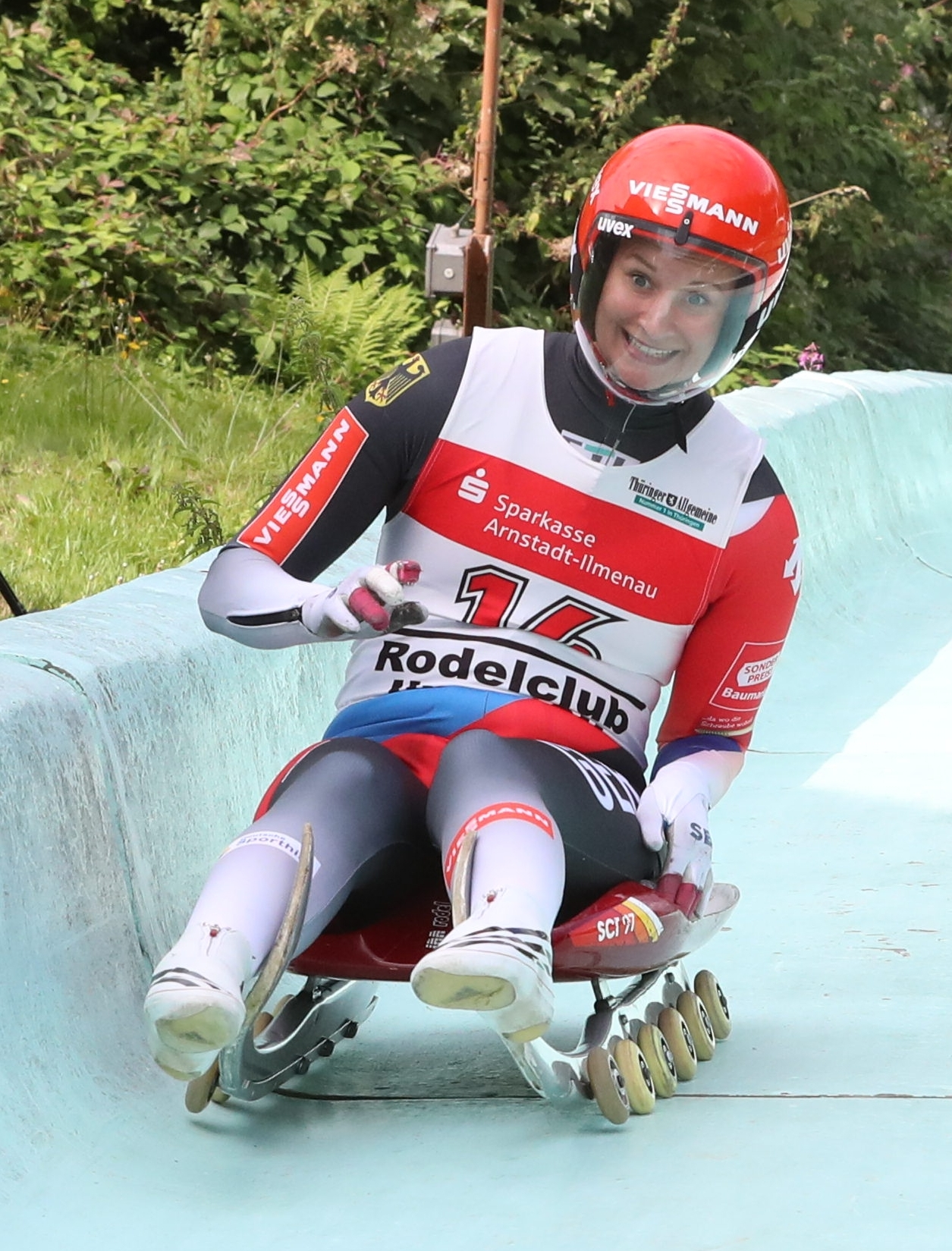
Dajana Eitberger

| Platz | Sportler             | Laufzeit 1   | Laufzeit 2   | Laufzeit 3   | Endzeit          |
| ----- | -------------------- | ------------ | ------------ | ------------ | ---------------- |
| 1     | Dajana Eitberger     | 20,638 s (1) | 20,600 s (1) | 20,675 s (1) | 1:01,913 Minuten |
| 2     | Maria Naß            | 20,831 s (3) | 20,743 s (2) | 20,860 s (3) | 1:02,434 Minuten |
| 3     | Svenja Oestreicher   | 20,817 s (2) | 20,856 s (3) | 20,866 s (4) | 1:02,539 Minuten |
| 4     | Julia Orlamünder     | 20,905 s (4) | 20,867 s (4) | 20,785 s (2) | 1:02,557 Minuten |
| 5     | Ewa Kuls             | 21,037 s (5) | 20,955 s (5) | 20,990 s (5) | 1:02,982 Minuten |
| 6     | Sandra Schädler      | 21,131 s (6) | 21,004 s (6) | 21,065 s (7) | 1:03,200 Minuten |
| 7     | Natalia Wojtuściszyn | 21,307 s (7) | 21,125 s (7) | 21,027 s (6) | 1:03,459 Minuten |

### Altersklasse Jugend A

#### Männlich
| Platz | Sportler          | Laufzeit 1   | Laufzeit 2   | Laufzeit 3   | Endzeit          |
| ----- | ----------------- | ------------ | ------------ | ------------ | ---------------- |
| 1     | Jonas Jannusch    | 20,182 s (1) | 20,060 s (1) | 20,084 s (1) | 1:00,326 Minuten |
| 2     | Hannes Orlamünder | 20,234 s (2) | 20,321 s (3) | 20,144 s (2) | 1:00,699 Minuten |
| 3     | Max Langenhan     | 20,312 s (3) | 20,298 s (2) | 20,196 s (3) | 1:00,806 Minuten |
| 4     | Paul Gubitz       | 20,535 s (5) | 20,330 s (4) | 20,290 s (4) | 1:01,155 Minuten |
| 5     | Bastian Schulte   | 20,441 s (4) | 20,386 s (6) | 20,512 s (6) | 1:01,339 Minuten |
| 6     | Fabian Künstner   | 20,559 s (6) | 20,376 s (5) | 20,456 s (5) | 1:01,391 Minuten |
| 7     | Yannick Müller    | 20,782 s (7) | 20,752 s (9) | 20,772 s (7) | 1:02,306 Minuten |
| 8     | Dimitar Georgiew  | 20,956 s (9) | 20,703 s (7) | 20,856 s (8) | 1:02,515 Minuten |
| 9     | Zwetelin Iwanow   | 20,927 s (8) | 20,736 s (8) | 20,181 s (9) | 1:03,844 Minuten |

#### Weiblich
| Platz | Sportler           | Laufzeit 1   | Laufzeit 2   | Laufzeit 3   | Endzeit          |
| ----- | ------------------ | ------------ | ------------ | ------------ | ---------------- |
| 1     | Sabrina Salchner   | 20,486 s (1) | 20,569 s (3) | 20,420 s (1) | 1:01,475 Minuten |
| 2     | Madeleine Egle     | 20,500 s (3) | 20,464 s (1) | 20,627 s (4) | 1:01,591 Minuten |
| 3     | Paula Werner       | 20,494 s (2) | 20,518 s (2) | 20,588 s (2) | 1:01,600 Minuten |
| 4     | Anna Saulīte       | 20,821 s (4) | 20,683 s (4) | 20,644 s (5) | 1:02,148 Minuten |
| 5     | Marta Zacharzewska | 21,220 s (6) | 20,925 s (7) | 20,916 s (3) | 1:02,761 Minuten |
| 6     | Miriam Geisler     | 21,057 s (5) | 20,873 s (5) | 20,993 s (7) | 1:02,923 Minuten |
| 7     | Martina Gergowa    | 21,781 s (7) | 20,904 s (6) | 20,690 s (6) | 1:03,375 Minuten |